# Jelena Rozga
Jelena Rozga (translittération française : Iéléna Rozga) est une chanteuse croate de musique pop.

## Biographie
Dès son enfance Jelena Rozga prend des cours de ballet. À la fin de ses études primaires, elle s'inscrit dans l'école secondaire de ballet et commence à danser au Théâtre national croate. Elle cessa le ballet lorsqu'elle commença sa carrière musicale avec le groupe Magazin.

## Carrière musicale
Jelena Rozga commença sa carrière professionnelle de chanteuse en rejoignant, en 1996, le groupe Magazin. Dès sa première prestation - avec la chanson Aha - elle termina à la deuxième place du concours de musique Dora qui permet de sélectionner le représentant de la Croatie au Concours Eurovision de la chanson. Elle quitta le groupe en 2006 pour commencer une carrière en solo.
Elle sortit, en 2006, son premier album en solo - Oprosti mala - sous le label de Croatia Records. Elle remporta, en 2007, le Festival de la musique pop de Split.

## Discographie
- 2006 : Oprosti mala
- 2011 : Bižuterija
- 2011 : Best of